# Foguete (servicio ferroviario)
El Foguete fue un servicio ferroviario rápido, que unía las ciudades de Lisboa y Oporto, en Portugal.

## Características

### Recorrido y servicios
En 1984, este servicio unía las Estaciones de Oporto-Campanhã y Lisboa-Santa Apolónia, con paradas en Vila Nova de Gaia, Espinho, Ovar, Aveiro, Coímbra-B, Coímbra y Entroncamento. Tenía plazas de primera y segunda clases, y disponía de un bar y minibar, y de un servicio de restauración a bordo. Su interior, en rasgos modernos, era considerado bastante confortable, al estar insonorizado y provisto de equipamiento de aire acondicionado.

### Material circulante

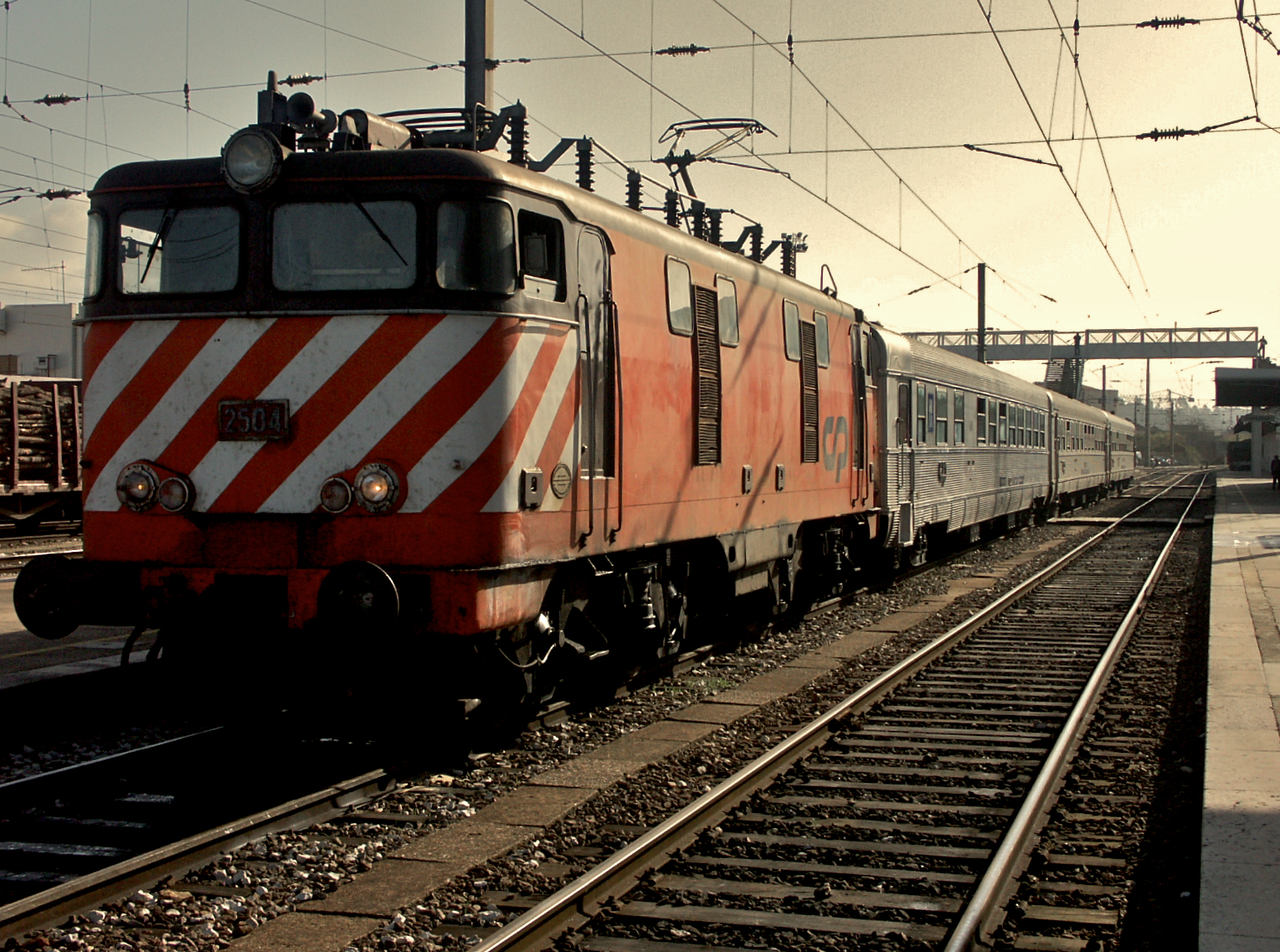
Locomotora de la Serie 2500, en la Estación de Pampilhosa

En términos de material circulante, fueron utilizados, predominantemente, los automotores de la Serie 0500, aunque también se llegaron a emplear otras composiciones, remolcadas por locomotoras de la Serie 2500.

## Historia
El viaje inaugural del Foguete, entre Lisboa y Oporto, tuvo lugar el 9 de marzo de 1953, usando automotores Fiat. La Compañía de los Caminhos de Ferro Portugueses aprobó el inicio de este servicio el 15 de  octubre del mismo año. Debido a su tiempo de viaje inicial, de cerca de 4 horas y 20 minutos, se convirtió en un expreso en la época en que fue lanzado.
Después de haber sido completada la electrificación de la Línea del Norte, entre Lisboa y Oporto, en 1966, los servicios foguete pasaron a ser realizados por composiciones remolcadas por locomotoras de la Serie 2500.